# Грос-Куммерфельд
Грос-Куммерфельд (нем. Groß Kummerfeld) — община в Германии, в земле Шлезвиг-Гольштейн. 
Входит в состав района Зегеберг. Подчиняется управлению Риклинг.  Население составляет 1990 человек (на 31 декабря 2010 года). Занимает площадь 30,18 км².